# 梓唯央
梓 唯央（あずさ いお 、5月30日 - ）は、宝塚歌劇団宙組に所属する男役。
長野県長野市、信州大学教育学部附属長野中学出身。身長169cm。愛称は「まっすー」。

## 来歴
2016年4月、宝塚音楽学校入学。
2018年4月、宝塚歌劇団に104期生として入団。入団時の成績は17番。星組宝塚大劇場公演『ANOTHER WORLD／Killer Rouge』で初舞台。
2018年12月、「白鷺の城/異人たちのルネサンス」東京公演千秋楽を休演。

## 主な舞台

### 初舞台公演
- 2018年4月～6月、 『ANOTHER WORLD／Killer Rouge』（宝塚大劇場のみ）

### 宙組配属後
- 2018年10月～12月、『白鷺の城／異人たちのルネサンス』
- 2019年2月～3月、『黒い瞳／VIVA! FESTA! in HAKATA』（博多座）
- 2019年4月〜7月、『オーシャンズ11』
- 2025年6 - 7月、『RED STONE』（KAAT神奈川芸術劇場・ドラマシティ） - ベン
- 2025年9 - 2026年1月、『PRINCE OF LEGEND／BAYSIDE STAR』 - 執事・九条